# Salita al cielo
Salita al cielo (Subida al cielo) è un film del 1952 diretto da Luis Buñuel.

## Trama
Nel paesino messicano di San Jeronimito, nelo stato di Guerrero, mancano le chiese e i matrimoni seguono ancora un antico rituale tramandato da una tradizione locale. Lo sposo si presenta alla suocera chiedendole il perdono per portarle via la figlia, poi la coppia raggiunge con una barca un'isola deserta situata a un miglio dalla costa dove trascorre la prima notte di nozze consacrando la loro unione.
I promessi sposi Albina e Oliverio, dopo aver ottenuto il perdono della madre di lei, partono per l'isola ma durante il tragitto vengono raggiunti da Felipe, il fratello di Oliverio, che li riporta indietro. La loro madre sta morendo e Oliverio deve tornare immediatamente a casa.
La donna chiede aiuto a lui per fare un testamento ufficiale e lasciare in eredità al nipotino Chuchito, rimasto orfano della madre Jacinta, sorella di Oliverio, la casa di Portales, presso Città del Messico. Gli altri due avidi fratelli vogliono mettere subito le mani sul patrimonio materno e quindi Oliverio deve fare tutto di nascosto e parte lasciando la madre alle cure dell'amata Albina.
Il viaggio in autobus per raggiungere Petatlán si rivela ricco di contrattempi: una donna partorisce, il mezzo si blocca durante il guado di un fiume, la procace Raquel cerca di sedurre Oliverio, l'autista fa una deviazione dal percorso previsto per festeggiare il compleanno della madre dove arriva anche una comitiva americana. Preoccupato per i troppi ritardi a un certo punto Oliverio, con l'autorizzazione dell'autista che si è ubriacato alla festa della madre, prende l'autobus e si dirige da solo verso Petatlán, ma sul mezzo sale anche l'avvenente Raquel e durante un temporale, in sosta sul passo di montagna chiamato "salita al cielo", si consuma il tradimento.
Oliverio raggiunge poi la città e parla con l'avvocato che, troppo anziano per affrontare il viaggio, spiega al giovane come poter gestire la faccenda e tutelare il nipotino, avendo predisposto dei documenti, che basterà che la testatrice "firmi" con l'impronta di un dito. Anche i viscidi fratelli Juan e Felipe intanto si sono organizzati e hanno redatto un testamento a loro favore che l'anziana madre si rifiutà però firmare.
Quando Oliverio torna a casa la madre è appena morta. Il giovane, prima che sopraggiungano i suoi fratelli, appone le impronte della donna sui documenti che gli aveva preparato l'avvocato. I fratelli gli presentano i loro documenti firmati con una croce ma lui, forte del saggio accorgimento dell'avvocato, riesce a far valere la volontà della madre a sostegno del nipote e finalmente può riabbracciare la sua sposa e proseguire il rito che avevano interrotto.

## Accoglienza

### Critica
Il film, che si presenta come un divertente vaudeville, in realtà molto deve al surrealismo. Vi è infatti una «precisa morale dal contenuto anti-repressivo e anti-cristiano: è obbedendo all'impulso del desiderio che il protagonista sarà compensato (...)». In questo film, il protagonista passa da «una tutela (la madre) ad un'altra (la moglie), attraverso una apparente trasgressione (l'amante)» 